# Падіння Західної Римської імперії

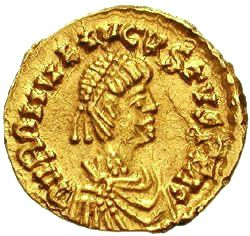
Ромул Август ще молодим був повалений як імператор Західної Римської імперії в 476 року. Юлій Непот, однак Римська імперія 476 року розпалась

Падіння Західної Римської імперії або Західної римської республіки (падіння Римської імперії, падіння Риму) — довготривалий процес занепаду Західної Римської імперії, результатом якого стала неспроможність держави керувати підвладними їй територіями та припинення її існування. У 410 році вестготи захопили Рим, а 4 вересня 476 року останній імператор Західної Римської імперії Ромул Август відрікся престолу. Таким чином завершилося багатовікове панування Риму.
Дослідження бере свій початок з роботи англійського історика Едварда Ґіббона (1776) «Історія занепаду і падіння Римської імперії» (англ. The History of the Decline and Fall of the Roman Empire).

## Процес занепаду
Паді́ння За́хідної Ри́мської імпе́рії — одна з проблем в історіографії Пізньої Античності, в основі якої лежить дослідження причин ліквідації влади імператорів Західної Римської (Гесперійської) імперії.

### Передумови

#### Поділ імперії між синами Феодосія
Перехід від республіки до імператорської форми правління призвів до поступового розмивання інститутів громадянського суспільства. Сенат поступово втрачав своє значення, місцеве самоврядування обмежувалося, судові органи підпорядковувались імперській адміністрації. До початку III століття державний лад перетворився в військово-бюрократичну монархію. Однак культурний і технологічний рівень імперії ще дозволяв їй домінувати над варварським оточенням.
Після правління «п'яти хороших імператорів» в Римі загострилася боротьба за владу в імперії. Регулярно відбувалися громадянські війни, кульмінація яких вилилася в кризу III століття. Це завдало удару по розвитку ремесел і торгівлі, а ряд міст були зруйновані. Кризовий і післякризовий періоди супроводжувались поширенням християнства і занепадом античної культури.
Останній імператор, який одноосібно правив єдиною Римською імперією, Феодосій I, дозволив готам селитися на її території і посилив вплив варварів в римській армії. Перед своєю смертю в 395 році він розділив імперію на Західну і Східну частини, в яких стали правити його сини.

### Правління Гонорія. Взяття Риму готами
За Гонорія становище Західної Римської імперії значно погіршилося. У 401 році до Італії з боку Балкан вторглися вестготи на чолі з Аларіхом, який раніше перебував на римській службі (він був магістром армії Іллирика і його військо утримувалося за рахунок імперії). Аларіх був розбитий в 402 році не без допомоги союзників Риму — вандалів і аланів. Вестготи були оточені, проте потім випущені під обіцянку допомогти в конфлікті з східно-римським імператором.
У 404 році готський вождь Родогай повів до Італії армію, що складалася з остготів, вандалів і бургундів. Її з великими труднощами вдалося розгромити опікуну імператора Гонорія (395—423) — вандалові Стиліхону. Після загибелі Стиліхона Аларіх, військо якого Гонорій відмовився взяти на службу, знову рушив до Італії. Рим пережив дві облоги в 408 і 409 роках, а потім вперше в своїй багатовіковій історії був узятий 24 серпня 410 року і підданий дводенному розграбуванню. Новою столицею стала неприступна Равенна, в якій імператор міг відчувати себе у відносній безпеці. Вестготам була виділена територія в Аквітанії (південний захід сучасної Франції), яка формально залишилася в складі імперії, але фактично там було утворено перше варварське королівство.
Одночасно Британія, частина Галлії та Іспанії перейшли під контроль узурпатора Костянтина. Послана на придушення заколоту в 407 році армія спочатку здобувала перемоги, але потім змушена була відступити. Однак в 411 році війська Костянтина були розбиті воєначальником і майбутнім співправителем Гонорія — Констанцієм. Тим часом варвари прорвали рейнський кордон і спустошували Галію та Іспанію. Ісидор так описав лиха населення Піренейського півострова від прибульців: «Вбиваючи і спустошуючи, вздовж і впоперек, вони підпалювали міста і пожирали награбовані запаси, так що населення від голоду вживало в їжу навіть людське м'ясо. Матері їли своїх дітей; дикі звірі, які звикли насичуватися тілами полеглих від меча, голоду або мору, нападали навіть на живих…»
Римське правління збереглося в Африці, Британії, Італії, у більшій частині Галлії та частині Іспанії, але, це далеко не завжди означало безпосередній контроль з боку центральної адміністрації. Однак в період правління Гонорія військова міць імперії була безповоротно підірвана, більшість регулярних римських легіонів припинили своє існування.

### Правління Валентиніана ІІІ. Втрата провінцій
За часи правління Валентиніана III (425—455) тиск варварів на Західну Римську імперію лише посилився. У 429 році вандали і алани під керівництвом Гейзеріха переправилися з Іспанії в Африку на запрошення узурпатора Боніфація і рушили на схід, розбивши римські війська і захопивши ряд провінцій. Наприкінці 440-х років почалося завоювання Британії англами, саксами і ютами. На початку 450-х років на Західну Римську імперію обрушилися гуни на чолі з Аттілою. У червні 451 року римський полководець Аецій в союзі з вестготами, франками, бургундами і саксами завдав Аттілі поразки на Каталаунських полях, проте вже в 452 році гуни вторглися в Італію. Тільки смерть Аттіли в 453 році і розпад його племінного союзу позбавили Захід від загрози з боку гунів
Аецій був останнім великим римським полководцем не варварського походження. Валентиніан вбив його в 454 році.
У березні 455 року Валентиніан III був скинутий сенатором Петронієм Максимом. У червні 455 року вандали захопили Рим і піддали його страшному погрому. Західній Римській імперії було завдано смертельного удару. Вандали підпорядкували собі Сицилію, Сардинію і Корсику. У 457 році бургунди зайняли басейн Родана, створивши самостійне Бургундське королівство.

### Остаточний колапс
Наприкінці існування Західної Римської Імперії, титул імператора став майже номінальним. Останнім римським імператором, який намагався проводити самостійну політику, був Майоріан (457—461). Йому вдалося відвоювати значну частину Іспанії і частину Галлії та видати нові закони. Однак він був повалений варварським воєначальником Ріцімером і загинув в 461 році. Під владою Риму до середини 460-х років залишилася фактично одна Італія.
Імператор Юлій Майоріан (457—461) зробив останню спробу зміцнити державу. Основні його зусилля були направлені на внутрішні справи держави. Щоб полегшити фінансові справи в провінціях, Майоріан намагався скасувати їхні борги. За його правління зміцнилося становище римлян у Галлії та Іспанії. Міць імперії почала відроджуватися. Однак у 461 році Майоріана було вбито Ріцімером. Почалася низка швидких змін імператорів на троні, влада яких поступово втрачала навіть зовнішні ознаки. Імператори стали цілком залежними від волі варварських вождів, яким довіряли командування імператорською вартою.
4 вересня 476 року германський вождь, командир гвардії Одоакр, усунув від влади 16-річного імператора Ромула Августула, відіславши його до свого маєтку. Корону та пурпурову мантію імператора відправили до Константинополя на знак визнання єдиним володарем з титулом імператора східного володаря Зенона. В Італії було утворено власне королівство — держава Одоакра. Цією подією історики традиційно завершують найдовший відрізок історії людства — історія стародавнього світу.

## Причини занепаду
В оповідях про фактори, які спричинили втрату величі і могутності Римської імперії, сучасні історики вказують на неефективність і низьку чисельність її армії в останній період, стан здоров'я і відносну нечисленність населення Риму, високе оподаткування і поганий стан економіки, некомпетентність імператорів і неефективність цивільної адміністрації, релігійні зміни. Свій вагомий внесок у поразку Риму внесло і посилення тиску «варварів», що не зазнали латинізації. Причини падіння Риму являють собою одну з ключових проблем, що розглядаються в історіографії античного світу. Початок цим дослідженням було покладено в роботі англійського історика Едварда Ґіббона «Історія занепаду і падіння Римської імперії».